# Promdan Benjasiri
Promdan Benjasiri (thailändisch พรหมแดน เบญจศิริ; * 20. April 2004), auch als Dan  bekannt, ist ein thailändischer Fußballspieler.

## Karriere
Promdan Benjasiri erlernte das Fußballspielen in den Jugendmannschaften vom PTT Rayong FC, Chonburi FC und dem Bankhai United FC. Seinen ersten Vertrag unterschrieb er im September 2023 beim Drittligisten RBRU Chanthaburi United FC. Mit dem Verein aus Chanthaburi spielte er 20-mal in der Eastern Region der Liga. Nach einer Spielzeit wechselte er zum ebenfalls in Chanthaburi beheimateten Zweitligisten Chanthaburi FC. Sein Zweitligadebüt gab Benjasiri am 26. Oktober 2024 (10. Spieltag) im Auswärtsspiel gegen den Lampang FC. Bei dem 0:0-Unentschieden stand er in der Startelf und wurde in der 85. Minute gegen Rittiporn Wanchuen ausgewechselt.